# Kandidaats
De kandidaatsbul of kortweg het kandidaats, in Nederland soms kortweg kantjes, in Vlaanderen kandidaatsdiploma of kandidatuur, was een universitair diploma dat de universiteit aan studenten uitreikte die met goed gevolg het kandidaatsexamen hadden afgelegd. Na het behalen van de bul mocht de academische titel candidatus (cand.) of kandidaat (kand.) gevoerd worden. Dit was de laagste academische graad die kon worden behaald.
Het kandidaatsexamen vond plaats nadat de student een aanzienlijk en vooraf vastgelegd deel van de opleiding had voltooid, gewoonlijk na voltooiing van het tweede of derde jaar. 

## Uitfasering
Het kandidaats werd in Nederland en Vlaanderen uitgefaseerd met de invoering van de tweefasenstructuur, vanaf 1982.
Anno 2022 wordt in zowel Nederland als Vlaanderen op een soortgelijk breekpunt na 3 jaar van de universitaire opleiding het bachelordiploma (BA of BSc) uitgereikt.

## Predikant
Studenten die een studie theologie hebben afgerond en vervolgens ook het kerkelijk examen hebben afgelegd, worden ook aangeduid met kandidaat. De kandidaat kan vervolgens een aanvraag indienen om beroepbaar gesteld te worden voor het ambt van predikant.